# Lerderderg Gorge Forest Park
Lerderderg Gorge Forest Park är en park i Australien. Den ligger i kommunen Moorabool och delstaten Victoria, omkring 59 kilometer nordväst om delstatshuvudstaden Melbourne. Lerderderg Gorge Forest Park ligger 330 meter över havet.
Närmaste större samhälle är Bacchus Marsh, omkring 15 kilometer söder om Lerderderg Gorge Forest Park. 
I omgivningarna runt Lerderderg Gorge Forest Park växer i huvudsak städsegrön lövskog. Runt Lerderderg Gorge Forest Park är det ganska glesbefolkat, med 24 invånare per kvadratkilometer. Genomsnittlig årsnederbörd är 815 millimeter. Den regnigaste månaden är juni, med i genomsnitt 102 mm nederbörd, och den torraste är januari, med 27 mm nederbörd.